# Wołodymyr Wynnyczenko

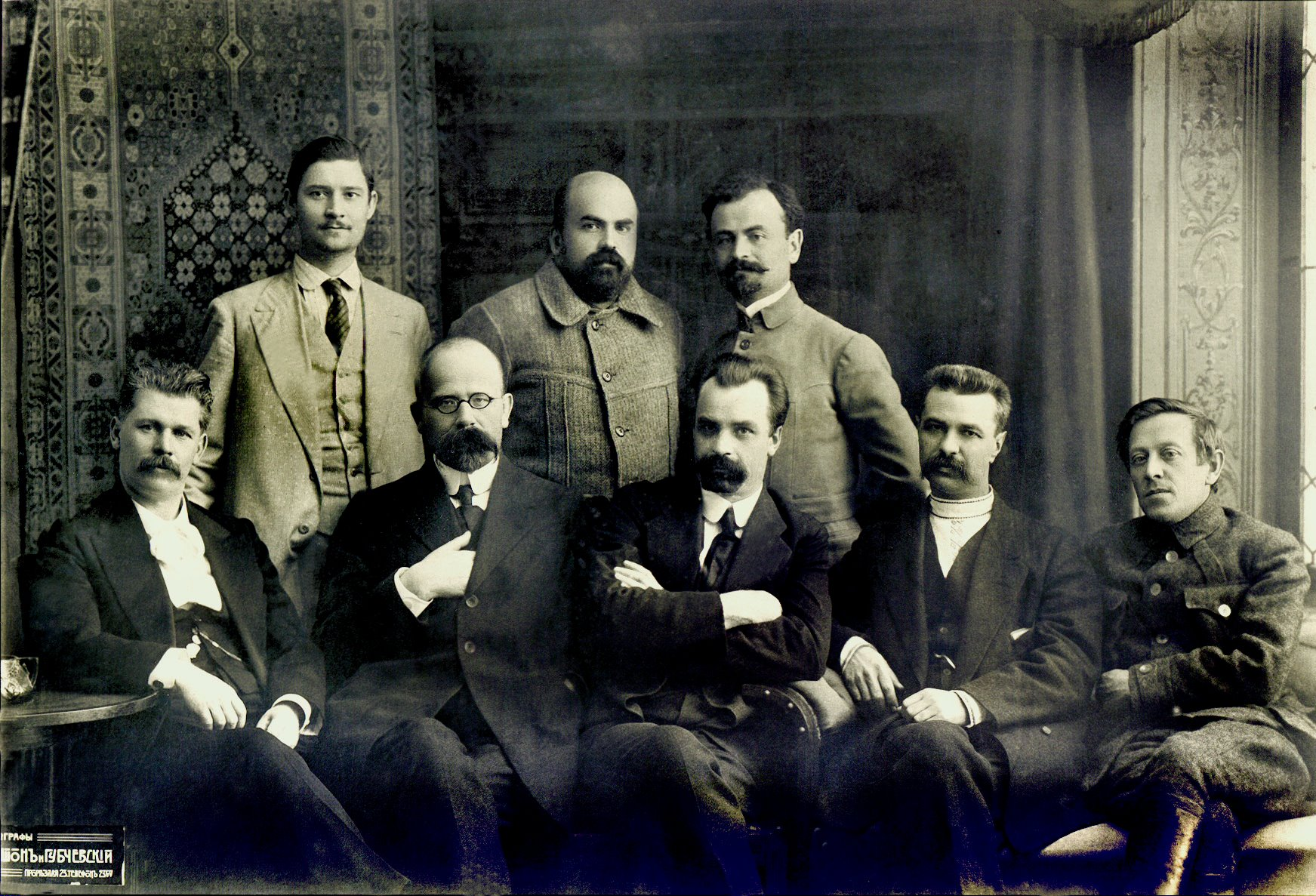
Sekretariat Ukraińskiej Centralnej Rady 1917. Stoją od lewej: Pawło Chrystiuk, Mykoła Stasiuk, Borys Martos. Siedzą: Iwan Steszenko, Chrystofor Baranowskyj, Wołodymyr Wynnyczenko, Serhij Jefremow, Symon Petlura

Wołodymyr Kyryłowycz Wynnyczenko (ukr. Володимир Кирилович Винниченко, ur. 16 lipca?/28 lipca 1880 w Jelizawetgradzie, zm. 6 marca 1951 w Mougins) – ukraiński polityk lewicowy, pisarz. Przewodniczący Sekretariatu Generalnego Ukraińskiej Centralnej Rady (1917), pierwszy premier Ukraińskiej Republiki Ludowej i sekretarz (minister) spraw wewnętrznych. Po jej restytucji od 14 grudnia 1918 do 13 lutego 1919 przewodniczący Dyrektoriatu (prezydent) URL. Autor pierwszej ukraińskiej powieści fantastycznej Сонячна машина (pol. Słoneczna maszyna) (1928).

## Biografia i działalność polityczna
Urodził się w rodzinie chłopskiej. Po ukończeniu gimnazjum i zdaniu egzaminów rozpoczął studia na wydziale prawa Uniwersytetu Kijowskiego. W 1902 wstąpił do Ukraińskiej Partii Rewolucyjnej (RUP). Zajmował się w niej pracą propagandową wśród chłopstwa i robotników. W 1903 został aresztowany i usunięty z uniwersytetu. Dwukrotnie udało mu się uciec z więzienia. Udał się na emigrację. W 1914 wrócił do Rosji i pod przybranym nazwiskiem mieszkał w Moskwie do 1917 roku.
Po rewolucji lutowej i obaleniu caratu został wybrany zastępcą przewodniczącego Centralnej Rady. Od 15 czerwca 1917 do 22 stycznia 1918 był szefem Generalnego Sekretariatu Ukraińskiej Republiki Ludowej – organu wykonawczego Centralnej Rady. 22 stycznia 1918 w swoim czwartym uniwersale Rada ogłosiła pełną niepodległość Ukrainy. 30 stycznia 1918 podał się do dymisji wraz z całym swym gabinetem.
W okresie Hetmanatu stał w opozycji do hetmana Pawła Skoropadskiego. Po jego obaleniu, od 14 grudnia 1918 był przewodniczącym Dyrektoriatu URL. Zdobycie Kijowa przez Armię Czerwoną (5 lutego 1919 r.) i konflikt z Symonem Petlurą doprowadziły do dymisji Wynnyczenki 13 lutego 1919.
Wyemigrował wtedy do Austrii. W Wiedniu zorganizował emigracyjną grupę ukraińskich komunistów. W maju 1920 udał się do Moskwy, gdzie zaproponowano mu stanowisko wiceprzewodniczącego Rady Komisarzy Ludowych Ukraińskiej Socjalistycznej Republiki Radzieckiej wraz z posadą komisarza ludowego do spraw polityki zagranicznej, jednak odmówił. Po upadku Francji i jej okupacji przez III Rzeszę trafił do obozu koncentracyjnego. Zmarł w 1951 roku w Prowansji.

## Dorobek literacki
Wynnyczenko wprowadził do swojej prozy i dramatu innowacyjne koncepcje modernistyczne. Debiutował w 1902 roku nowelą Krasa i syła, wydana na łamach kijowskiego czasopisma Kijewskaja Starina.
Dorobek literacki Wynnyczenki to między innymi:
- Dramaty:

Memento (1909),
Bazar (1910),
Brechnia (1910),
Czorna pantera i biłyj wedmid' (1911)
- Powieści:

Zapysky kyrpatoho Mefistofela (1917),
Choczu (1917),
Soniaszna maszyna (1928) – powieść utopijna,
Słowo za toboju, Staline (1971) – powieść rozrachunkowa, wydana po śmierci autora.